# De Duve

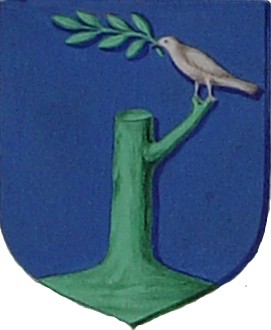
Wapen van de familie de Duve

De Duve is een Belgische adellijke familie.

## Geschiedenis
De bewezen stamreeks begint met Johann Duve, die in 1547 burgemeester van Hannover was. Diens zoon werd in 1580 geboren, tevens eerste vermelding van dit geslacht. In 1767 verleende keizer Jozef II adeldom aan Friedrich Wilhelm (von) Duve (1707-1785), secretaris bij de Geheime Kanselarij van de keurvorst van Hannover en secretaris van Brunswijk-Lüneburg.
Zijn nakomeling Wilhelm von Duve (1795-1860) vestigde zich in de Zuidelijke Nederlanden na de slag bij Waterloo. Hij was politiecommissaris en officier van het Openbaar Ministerie bij de Politierechtbank in Antwerpen. Nakomelingen behoorden gedurende opeenvolgende generaties tot de Franstalige notabelen in deze stad. Verschillende leden van de familie werden bekend op uiteenlopende gebieden.
- Wilhelm de Duve (1795-1860), achterkleinzoon van Friedrich Wilhelm von Duve, werd in 1820 genaturaliseerd binnen het Verenigd Koninkrijk der Nederlanden. Hij trouwde in 1816 met Marie-Josèphe Sassenus (1788-1869). Vlak voor zijn dood, in 1858, werd hij in de erfelijke adel van het Belgisch koninkrijk opgenomen. 
  - Antoine de Duve (1828-1902) trouwde met Clémentine Moris (1844-1910). Ze kregen twee zonen en zeven dochters.
    - René de Duve (1878-1959), oud-strijder van de Eerste Wereldoorlog, trouwde met Jeanne Meunier (1889-1965). Ook zij kregen twee zoons.
      - Jean de Duve (1909-2005) trouwde met Denise Van Antwerpen (°1914).
        - Ivan de Duve (1933-2014), licentiaat Romaanse filologie, trouwde met de arts Isabelle Glock (1926-<2012), kunstschilder.

      - André de Duve (1911-1944) trouwde met Simonne L'Olivier (1913-1982).

    - Alphonse de Duve (1883-1961), immobiliënagent, trouwde met Madeleine Pungs (1884-1977). Ze kregen zeven kinderen.
      - Jacques de Duve (1911-1978), Belgische patriot,  kunstschilder en zakenman, trouwde met Beatrix Lindsay Thomson (1915-2000). Ze kregen drie kinderen, met nakomelingen tot heden. Tijdens de Tweede Wereldoorlog kende hij een merkwaardige odyssee voor en tijdens zijn verblijf in Engeland.
        - Claudine de Duve (°1951), trouwde met Charles-Albert de Behault (°1949), licentiaat in de rechten en in de handels- en financiële wetenschappen, historicus en genealoog.

      - Christian de Duve (1917-2013), arts en hoogleraar, kreeg in 1974 de Nobelprijs voor geneeskunde en in 1990 de persoonlijke titel burggraaf. Hij trouwde met Janine Herman (1922-2008) en ze kregen vier kinderen.
        - Thierry de Duve (°1944), doctor in sociologie en semiologie, licentiaat psychologie, baccalaureus in de wijsbegeerte, historicus en theoreticus van de hedendaagse kunst, werd hoogleraar aan de universiteit van Rijsel. Hij trouwde met Christine Demblon (°1947). Ze kregen een zoon en een dochter die ongehuwd bleven.
        - Alain de Duve (1953-2015) trouwde met de Hondurese Elisabeth Gamundi Vasquez Cao (°1951), psychologe. Ze scheidden in 1998. Ze kregen drie kinderen. Hij werd in 2002 Belgisch bridgekampioen en was ook bridgeleraar.

      - Pierre-Antoine de Duve (1921-2014), was tijdens de Tweede Wereldoorlog actief in het verzet (Geheim Leger en dan Nationale Koninklijke Beweging). Hij werd ambtenaar bij de Verenigde Naties. Hij trouwde met Marie-Antoinette Le Boulengé (1927-2023) en ze kregen vier kinderen.
        - Pascal de Duve (1964-1993) werd een Belgisch-Frans schrijver en filosoof. Hij vestigde zich in Parijs en overleed op jonge leeftijd.

      - Daniel de Duve (1924-2023) was tijdens de Tweede Wereldoorlog werkweigeraar. Hij heeft zijn wedervaren beschreven in het boek Une enfance au bord du Rhin: 1930-1945, Brussel, Racine, 2010. Hij trouwde met Françoise Terlinden (1926-1991) en ze kregen zeven kinderen.

## Wapens
- 1767: Einen blauen Schild, zu dessen Fuss auf einem grünem Waasen ein abgehauener Baumstock hervorraget auf dessen Zweig eine weiss oder silberne, in ihrem Schnabel einen Oelzweig haltende rechts gekehrte Taube zu sehen. Auf dem Schild ruhet ein offener adelicher, blau angeloffener, roth gefütterter, gold gecrönter, mit beederseits herabhangenden blau und silberne Decken, auch ein umhabenden Kleinod gezierter Turniershelm, über dessen Kron ein silberen mit einem Pfeil duchschossener Geyersflügel erscheinet.
- 1858: D'azur, à l'arbre coupé sur une terrasse de sinople, sur une branche duquel une colombe adextrée d'argent, tient dans le bec une branche d'olivier. L'écu timbré d'un heaume d'argent, couronné, grillé et liseré d'or, fourré et attaché de gueules, aux lambrequins d'azur et d'argent. Cimier: un demi-vol d'argent, transpercé d'une flèche de gueules.
- 1990 (Burggraaf Christian de Duve): in azuur, een geplante boomstronk van sinopel, aan de linkerkant vergezeld van een duif van zilver, zittend op een tak, een olijftak van sinopel, in haar bek houdend. Het schild gedekt met een burggravenkroon. Een helm van zilver, gekroond, getralied, gesierd en omboord van keel. Dekkleden: zilver en azuur. Helmteken: een halve vlucht van zilver, doorboord met een dwarsbalksgewijs geplaatste pijl van keel. Wapenspreuk: 'Per vivum ad verum' in letters van zilver, op een lint van azuur. Schildhouders: twee genieën, gekleed met een antieke tuniek van zilver, die van rechts houdende twee samengevlochten en gebonden schroeven van goud, die van links een esculaapstaf van hetzelfde.